# NGC 3717
NGC 3717 (również PGC 35539 lub UGCA 238) – galaktyka spiralna (Sb), znajdująca się w gwiazdozbiorze Hydry. Odkrył ją John Herschel 29 kwietnia 1834 roku.